# Falcon 9 v1.1
Falcon 9 v1.1 fue la segunda versión del vehículo de lanzamiento orbital Falcon 9 de SpaceX. El cohete fue desarrollado en 2011–2013, hizo su lanzamiento inaugural en septiembre de 2013 y su vuelo final en enero de 2016. El cohete Falcon 9 fue completamente diseñado, fabricado y operado por SpaceX. Tras el segundo lanzamiento de Servicios Comerciales de Abastecimiento, la versión inicial de Falcon 9 v1.0 se retiró del uso y se reemplazó por la versión v1.1.
Falcon 9 v1.1 fue una evolución significativa de Falcon 9 v1.0, con un 60 por ciento más de empuje y peso. Su primer vuelo realizó una misión de demostración con el satélite CASSIOPE el 29 de septiembre de 2013, el sexto lanzamiento general de cualquier Falcon 9.
Ambas etapas del vehículo de dos etapas a órbita usaron propulsantes de oxígeno líquido (LOX) y de queroseno de grado de cohete (RP-1). El Falcon 9 v1.1 podría elevar las cargas útiles de 13,150 kilogramos (28,990 lb) a la órbita baja de la Tierra, y 4,850 kilogramos (10,690 lb) a la órbita de transferencia geoestacionaria, que coloca el diseño del Falcon 9 en el rango de sistema de lanzamiento medio.
A partir de abril de 2014, las cápsulas Dragon fueron impulsadas por Falcon 9 v1.1 para entregar carga a la Estación Espacial Internacional bajo el contrato de Servicios Comerciales de Abastecimiento con la NASA. Esta versión también fue diseñada para transportar a los astronautas a la ISS en virtud de un contrato de Desarrollo de la tripulación comercial de la NASA firmado en septiembre de 2014, pero esas misiones ahora están programadas para usar la versión mejorada de Falcon 9 Full Thrust, que se lanzó por primera vez en diciembre de 2015.
El Falcon 9 v1.1 fue notable por ser pionero en el desarrollo de cohetes reutilizables, por lo que SpaceX refinó gradualmente las tecnologías para la recuperación de la primera etapa, el reingreso a la atmósfera, el descenso controlado y el eventual aterrizaje propulsivo. Este último objetivo se logró en el primer vuelo de la variante sucesora Falcon 9 Full Thrust, después de varias llamadas cerradas con Falcon 9 v1.1.

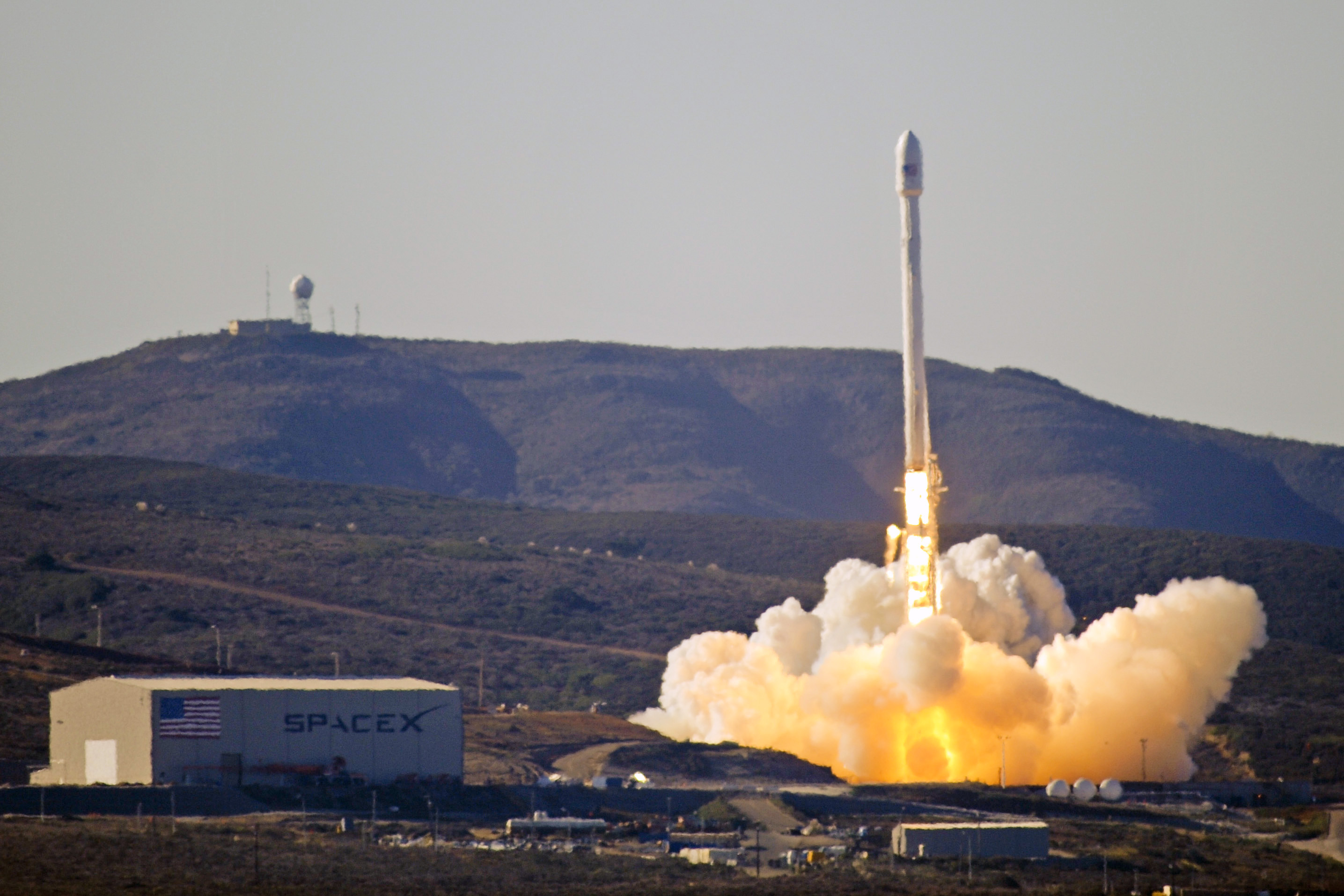
El lanzamiento del primer Falcon 9 v1.1 de SLC-4, Vandenberg AFB (Falcon 9 Vuelo 6) 29 de septiembre de 2013.

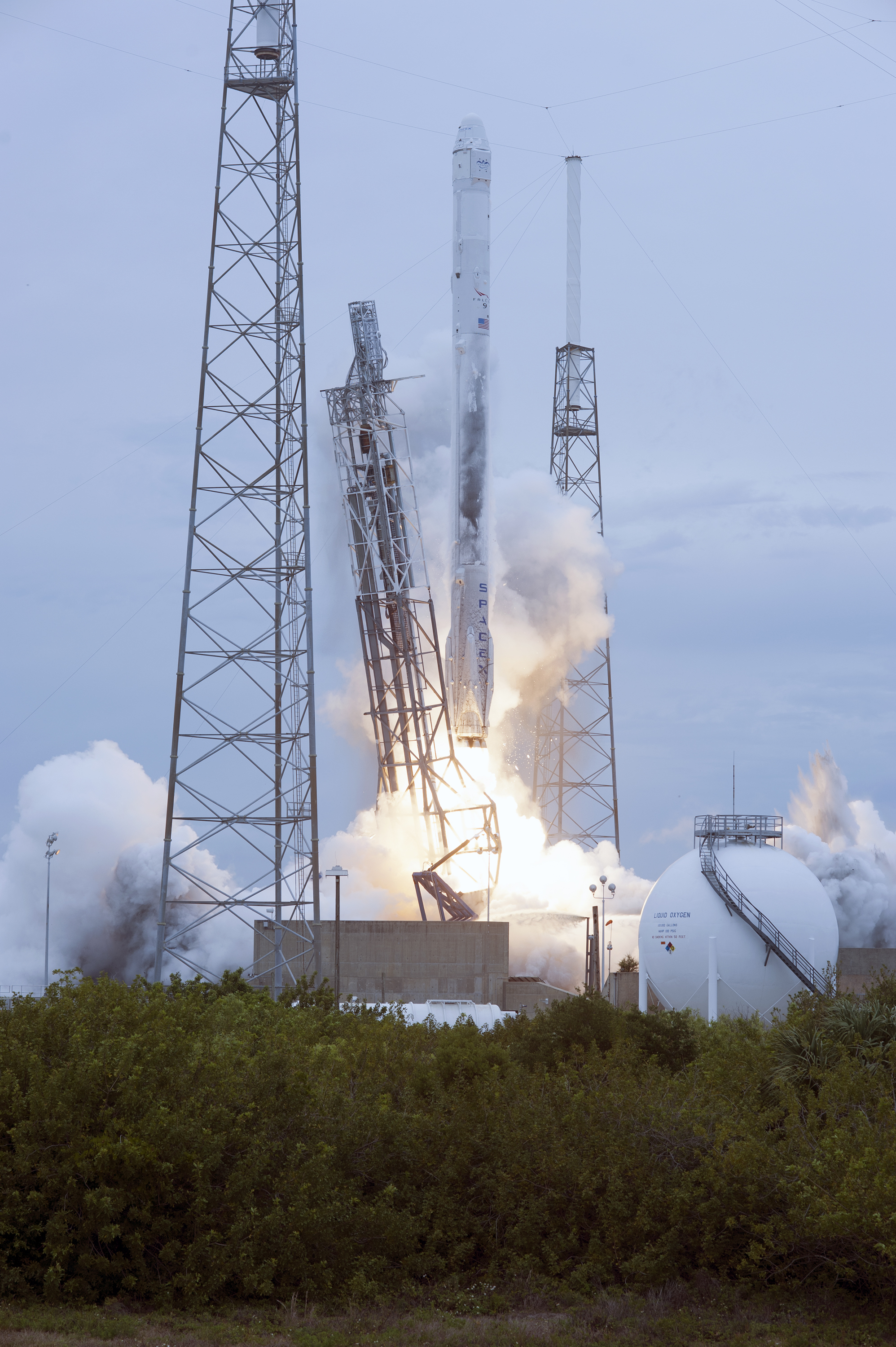
Un cohete Falcon 9 v1.1 que lanzó la nave espacial SpaceX CRS-3 Dragon en abril de 2014.

## Diseño
El Falcon 9 v1.1 es un vehículo de lanzamiento LOX/RP-1 de dos etapas.

### Modificaciones de Falcon 9 v1.0
El Falcon 9 original voló cinco lanzamientos orbitales exitosos en 2010–2013, todos con la nave espacial Dragon o una versión de prueba de la nave espacial.
El Falcon 9 v1.1 ELV fue un cohete 60% más pesado con un 60% más de empuje que la versión v1.0 del Falcon 9. Incluyó motores de primera etapa realineados y tanques de combustible 60 por ciento más largos, lo que los hizo más susceptibles a doblarse durante el vuelo. Los motores fueron actualizados a los motores Merlin 1D más potentes. Estas mejoras aumentaron la capacidad de carga útil para LEO de 10,454 kilogramos (23,047 lb) a 13,150 kilogramos (28,990 lb). El sistema de separación por etapas fue rediseñado y se redujo el número de puntos de conexión de doce a tres, y en el vehículo también se mejoró la aviónica y el software.
La versión Booster v1.1 organizó los motores en una forma estructural que SpaceX llama Octaweb, con el objetivo de agilizar el proceso de fabricación. Más tarde, los vehículos v1.1 incluyeron cuatro patas de aterrizaje extensibles, utilizadas en el programa de prueba de descenso controlado.
Después del primer lanzamiento del Falcon 9 v1.1 en septiembre de 2013, que experimentó un fallo de reinicio del motor de la segunda etapa posterior a la misión, las líneas de propelente de encendido de la segunda etapa se aislaron para apoyar mejor el reinicio en el espacio después de las fases costeras largas para las maniobras orbitales de trayectoria. Falcon 9 Flight 6 fue el primer lanzamiento del Falcon 9 configurado con una cofia de carga útil desechable.

### Primera etapa

Configuraciones del motor Falcon 9 v1.0 (izquierda) y v1.1 (derecha)

El Falcon 9 v1.1 usa una primera etapa impulsada por nueve motores Merlin 1D. Las pruebas de desarrollo de la primera etapa de Falcon 9 v1.1 se completaron en julio de 2013.
La primera etapa v1.1 tiene un empuje total al nivel del mar en el despegue de 5,885 kN (1,323,000 libras de fuerza), con los nueve motores encendidos por un nominal de 180 segundos, mientras que el empuje de la etapa aumenta a 6,672 kN (1,500,000 libras de fuerza) como el refuerzo sale de la atmósfera. Los nueve motores de la primera etapa están organizados en una forma estructural que SpaceX llama Octaweb. Este cambio de la disposición cuadrada de Falcon 9 v1.0 tiene como objetivo agilizar el proceso de fabricación.
Como parte de los esfuerzos de SpaceX para desarrollar un sistema de lanzamiento reutilizable, las primeras etapas seleccionadas incluyen cuatro patas de aterrizaje extensibles y aletas de rejilla para controlar el descenso. Las aletas se probaron por primera vez en el vehículo de prueba reutilizable F9R Dev-1. Las aletas de rejilla se implementaron en el Falcon 9 v1.1 en la misión CRS-5, pero se quedaron sin fluido hidráulico antes de un aterrizaje planificado.
En última instancia, SpaceX pretende producir vehículos de lanzamiento Reusable Falcon 9 y Reusable Falcon Heavy con capacidad de aterrizaje vertical completo. Las pruebas atmosféricas iniciales de los vehículos prototipo se están llevando a cabo en el vehículo de lanzamiento reutilizable (RLV) de demostración experimental y tecnología de Grasshopper, además de las pruebas de aterrizaje controlado de descenso y aterrizaje descritas anteriormente.
La primera etapa v1.1 usa una mezcla pirofórica de trietilaluminio-trietilborano (TEA-TEB) como ignitor de la primera etapa, la misma que se usó en la versión v1.0.
Al igual que el Falcon 9 v1.0 y la serie Saturn del programa Apolo, la presencia de varios motores de primera etapa puede permitir el cumplimiento de la misión, incluso si uno de los motores de la primera etapa falla durante el vuelo.
Los tubos de suministro del propulsor principal del RP-1 y los tanques de oxígeno líquido a los nueve motores de la primera etapa tienen un diámetro de 10 cm (4 in).

### Segunda etapa
La etapa superior es impulsada por un solo motor Merlin 1D modificado para operación de vacío.
La intersección, que conecta la etapa superior e inferior de Falcon 9, es una estructura compuesta de núcleo de aluminio de fibra de carbono. Las pinzas de separación y un sistema de empuje neumático separan las etapas. Las paredes y cúpulas del tanque Falcon 9 están hechas de aleación de aluminio-litio. De acuerdo con un portavoz de la NASA, SpaceX utiliza un tanque soldado por fricción y por fricción, una técnica que minimiza los defectos de fabricación y reduce los costos. El tanque de segunda etapa de Falcon 9 es simplemente una versión más corta del tanque de primera etapa y utiliza la mayoría de las mismas herramientas, materiales y técnicas de fabricación. Esto ahorra dinero durante la producción de vehículos.

### Cofia
El diseño de la cofia fue completado por SpaceX, produciendo una cofia de carga útil de 13 m (43 pies) de largo, 5,2 m (17 pies) en Hawthorne, California.
La prueba del nuevo diseño de cofia se completó en las instalaciones de la estación Plum Brook de la NASA en la primavera de 2013, donde se simularon las condiciones de choque acústico, vibración mecánica y descarga electrostática electromagnética. Las pruebas se realizaron en un artículo de prueba de tamaño completo en una cámara de vacío. SpaceX pagó US$581,300 a la NASA para arrendar el tiempo de prueba en las instalaciones de la cámara de simulación de $150 millones de la NASA.
El primer vuelo de un Falcon 9 v1.1 (CASSIOPE, septiembre de 2013) fue el primer lanzamiento del Falcon 9 v1.1, así como la familia Falcon 9 configurada con una cofia de carga útil. La cofia se separó sin incidentes durante el lanzamiento de CASSIOPE, así como las dos misiones de inserción GTO posteriores. En las misiones del Dragón, la cápsula protege a los pequeños satélites, negando la necesidad de una cofia.

### Control
SpaceX usa múltiples computadoras de vuelo redundantes en un diseño tolerante a fallas. Cada motor Merlin está controlado por tres computadoras de votación, cada una de las cuales tiene dos procesadores físicos que constantemente se verifican entre sí. El software se ejecuta en Linux y está escrito en C++.
Para mayor flexibilidad, se usan piezas comerciales listas para usar y un diseño "tolerante a la radiación" en todo el sistema en lugar de piezas endurecidas con radiación. Falcon 9 v1.1 continúa utilizando las triples computadoras de vuelo redundantes y la navegación inercial, con superposición de GPS para una precisión de inserción de órbita adicional, que se usaron originalmente en Falcon 9 v1.0.

## Historia del desarrollo

De izquierda a derecha, Falcon 1, Falcon 9 v1.0, tres versiones de Falcon 9 v1.1, tres versiones de Falcon 9 v1.2 (Full Thrust), dos versiones de Falcon 9 Block 5 y Falcon Heavy.

### Pruebas
Una prueba del sistema de encendido para la primera etapa de Falcon 9 v1.1 se llevó a cabo en abril de 2013. El 1 de junio de 2013, se produjo un disparo de diez segundos de la primera etapa de Falcon 9 v1.1; unos días más tarde, se esperaba una cocción de 3 minutos de duración completa.

### Producción
Para septiembre de 2013, el espacio total de manufactura de SpaceX había aumentado a casi 1,000,000 pies cuadrados (93,000 m²) y la fábrica se había configurado para alcanzar una tasa de producción de hasta 40 núcleos de cohetes por año, tanto para el Falcon 9 v1.1 como para el tri-core Falcon Heavy. La tasa de producción de noviembre de 2013 para los vehículos Falcon 9 fue de uno por mes. La compañía declaró que esto aumentaría a 18 por año a mediados de 2014 y que sería de 24 vehículos de lanzamiento por año a finales de 2014.
A medida que el manifiesto de lanzamiento y la tasa de lanzamiento aumentan en 2014–2016, SpaceX está buscando aumentar su procesamiento de lanzamiento mediante la creación de procesos de lanzamiento paralelos de doble vía en la instalación de lanzamiento. A partir de marzo de 2014, proyectaron que tendrían esto en funcionamiento en algún momento de 2015 y apuntaban a un ritmo de lanzamiento en 2015 de aproximadamente dos lanzamientos por mes.

## Reusabilidad
El Falcon 9 v1.1 incluye varios aspectos de la tecnología reutilizable del vehículo de lanzamiento incluida en su diseño, desde el lanzamiento inicial de v1.1 en septiembre de 2013 (motores regulables y regulables en la primera etapa, un diseño de tanque de primera etapa que puede acomodarse estructuralmente la futura adición de patas de aterrizaje, etc.). El lanzamiento del Falcon 9 v1.1 se produjo dos años después de que SpaceX se comprometió a un programa de desarrollo con financiación privada con el objetivo de obtener una reutilización completa y rápida de ambas etapas del vehículo de lanzamiento.
El diseño se completó en el sistema para "llevar el cohete a la plataforma de lanzamiento usando solo los propulsores" en febrero de 2012. La tecnología del sistema de lanzamiento reutilizable se está considerando tanto para el Falcon 9 como para el Falcon Heavy, y se considera particularmente adecuada para el Falcon Heavy, donde los dos núcleos externos se separan mucho más temprano del cohete en el perfil de vuelo, y por lo tanto se están moviendo a una velocidad menor. velocidad en la separación de la etapa.
Una primera etapa reutilizable está siendo probada en vuelo por SpaceX con el cohete de saltamontes suborbital. Para abril de 2013, un vehículo de prueba de demostración de baja velocidad y baja velocidad, Grasshopper v1.0, realizó siete vuelos de prueba VTVL desde fines de 2012 hasta agosto de 2013, incluido un vuelo de vuelo de 61 segundos a una altitud de 250 metros (820 pie).
En marzo de 2013, SpaceX anunció que, comenzando con el primer vuelo de la versión elástica del vehículo de lanzamiento Falcon 9 (Falcon 9 v1.1), que voló en septiembre de 2013, cada primera etapa se instrumentaría y equiparía como una prueba de descenso controlado. vehículo. SpaceX tiene la intención de hacer pruebas de retorno en el agua por propulsión y "continuará haciendo tales pruebas hasta que puedan regresar al sitio de lanzamiento y aterrizar con energía. ... [Ellos] esperan varias fallas antes de que 'aprendan cómo hacerlo'"  SpaceX completó varios desembarques de agua que tuvieron éxito y ahora planean aterrizar la primera etapa del vuelo CRS-5 en un puerto autónomo de aviones no tripulados en el océano.
Las fotos de la primera prueba del sistema de encendido reiniciable para el Falcon 9 reutilizable —el Falcon 9-R— con una configuración de motor circular v1.1 de nueve motores se publicaron en abril de 2013.
En marzo de 2014, SpaceX anunció que la carga útil de GTO del futuro Falcon 9 (F9-R) reutilizable, con solo el refuerzo reutilizado, sería de aproximadamente 3,500 kg (7,700 lb).

## Historial de lanzamiento
El primer lanzamiento del vehículo Falcon 9 v1.1 mejorado sustancialmente voló con éxito el 29 de septiembre de 2013.
El primer lanzamiento de Falcon 9 v1.1 incluyó varios "primeros":
- El primer uso de los motores Merlin 1D mejorados, generando aproximadamente un 56 por ciento más de empuje al nivel del mar que los motores Merlin 1C utilizados en todos los vehículos Falcon 9 anteriores.[15]
- Primer uso de la primera y segunda etapa significativamente más largas, que contiene el propelente adicional para los motores más potentes.[15]
- Los nueve motores Merlin 1D en la primera etapa están organizados en un patrón octogonal con ocho motores en un círculo y el noveno en el centro.[19]
- Primer lanzamiento desde la nueva instalación de lanzamiento de la costa oeste de SpaceX, Space Launch Complex 4, en la Base de la Fuerza Aérea Vandenberg, California, y también el primer lanzamiento sobre el océano Pacífico utilizando las instalaciones del rango de prueba del Pacífico.[57]
- Primer lanzamiento de Falcon 9 para llevar una carga útil satelital para un cliente comercial, y también la primera misión sin CRS. Cada lanzamiento anterior de Falcon 9 era de una cápsula Dragon o un artículo de prueba con forma de Dragon, aunque SpaceX previamente ha lanzado y desplegado con éxito un satélite en la misión Falcon 1, Vuelo 5.[15]
- El primer lanzamiento de Falcon 9 tuvo una cofia de carga útil desechable, lo que introdujo el riesgo de un evento de separación adicional.[15]

SpaceX realizó el decimoquinto y último vuelo del Falcon 9 v1.1 el 17 de enero de 2016. Catorce de esos quince lanzamientos han entregado exitosamente su carga útil primaria a la órbita baja terrestre o la órbita de transferencia Geosincrónica.
La única misión fallida del Falcon 9 v1.1 fue SpaceX CRS-7, que se perdió durante la operación de la primera etapa, debido a un evento de sobrepresión en el tanque de oxígeno de la segunda etapa.

### Vuelos de prueba posteriores a la misión e intentos de aterrizaje

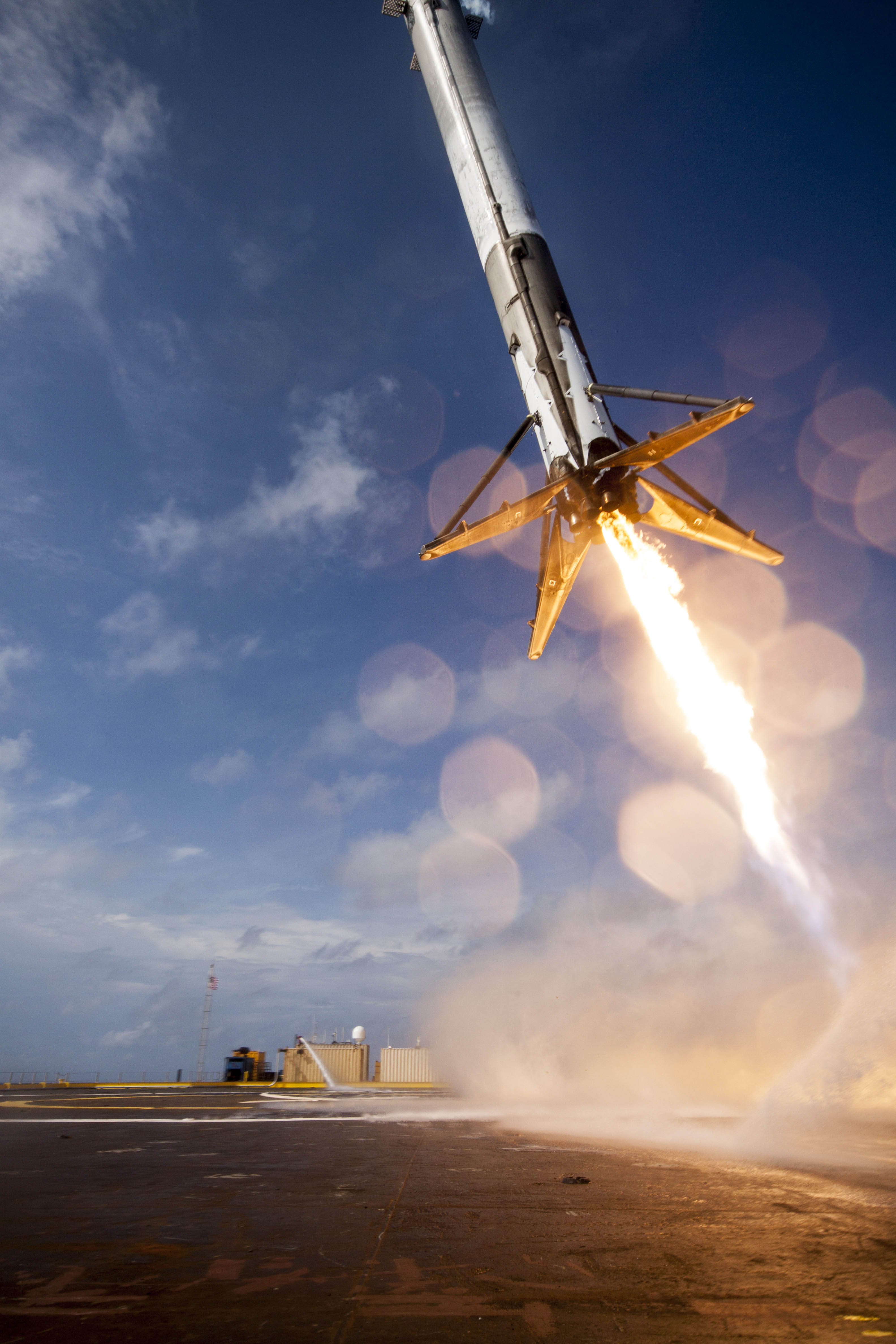
La primera etapa del vuelo 17 de Falcon 9, que intenta un aterrizaje controlado en el barco autónomo del Drone Spaceport tras el lanzamiento del CRS-6 a la Estación Espacial Internacional. El escenario aterrizó duro y se volcó después de aterrizar.

Varias misiones de Falcon 9 v1.1 fueron seguidas por pruebas de vuelo posteriores a la misión que requerían que el propulsor de la primera etapa ejecutara una maniobra de volteo, una quemadura de refuerzo para reducir la velocidad horizontal del cohete, una quemadura de reingreso para mitigar el daño atmosférico en Velocidad hipersónica, un descenso atmosférico controlado con guía autónoma hacia el objetivo y, finalmente, una quemadura de aterrizaje para reducir la velocidad vertical a cero justo antes de alcanzar el océano o la plataforma de aterrizaje. SpaceX anunció el programa de prueba en marzo de 2013 y su intención de continuar realizando dichas pruebas hasta que puedan regresar al sitio de lanzamiento y realizar un aterrizaje automático.
La primera etapa del vuelo 6 de Falcon 9 realizó la primera prueba de un descenso controlado y un aterrizaje propulsivo sobre el agua el 29 de septiembre de 2013. Aunque no fue un éxito completo, el escenario pudo cambiar de dirección y hacer una entrada controlada a la atmósfera. Durante la quema final del aterrizaje, los propulsores ACS no pudieron superar un giro inducido aerodinámicamente, y la fuerza centrífuga privó al motor del aterrizaje de combustible, lo que llevó a un apagado prematuro del motor y una fuerte caída que destruyó la primera etapa. Las piezas de los restos se recuperaron para un estudio adicional.
La siguiente prueba, utilizando la primera etapa de SpaceX CRS-3, condujo a un aterrizaje suave exitoso en el océano, sin embargo, el refuerzo se rompió en los mares pesados antes de que pudiera recuperarse.
Después de otras pruebas de aterrizaje en el océano, la primera etapa del vehículo de lanzamiento CRS-5 intentó aterrizar en una plataforma flotante, el barco autónomo de aviones no tripulados, en enero de 2015. El cohete se dirigió al barco con éxito, pero aterrizó demasiado duro para sobrevivir. La primera etapa de la misión CRS-6 logró un aterrizaje suave en la plataforma; sin embargo, el exceso de velocidad lateral hizo que se volcara y explotara rápidamente. El director ejecutivo de SpaceX, Elon Musk, indicó que una válvula de mariposa para el motor estaba atascada y no respondió con la rapidez suficiente para lograr un aterrizaje suave.
Falcon 9 v1.1 nunca fue recuperado o reutilizado con éxito hasta su retiro. Sin embargo, el programa de prueba continuó con los vuelos de Falcon 9 Full Thrust, que lograron el primer aterrizaje en tierra en diciembre de 2015 y el primer barco de aterrizaje en abril de 2016.

## Sitios de lanzamiento
Los cohetes Falcon 9 v1.1 se lanzaron desde el Complejo de Lanzamiento 40 en la Estación de la Fuerza Aérea de Cabo Cañaveral y el Complejo de Lanzamiento 4E en la Base de la Fuerza Aérea Vandenberg. El sitio de Vandenberg se utilizó para el vuelo inaugural v1.1 el 29 de septiembre de 2013 y su última misión el 17 de enero de 2016.
dss FIPS 186-3
Sitios adicionales de lanzamiento en el Centro Espacial Kennedy, Complejo de lanzamiento 39 pad A y Boca Chica, sur de Texas, lanzarán las variantes sucesoras del cohete Falcon 9 Full Thrust y Falcon Heavy.

## Precios de lanzamiento
A octubre de 2015, el precio de lanzamiento comercial de Falcon 9 v1.1 fue de US$61.2 millones (frente a los US$56.5 millones en octubre de 2013) compitiendo por los lanzamientos comerciales en un mercado cada vez más competitivo.
Las misiones de reabastecimiento de la NASA a la ISS, que incluyen la provisión de la carga útil de la cápsula espacial, una nueva nave espacial de carga Dragon para cada vuelo, tienen un precio promedio de $133 millones. Los primeros doce vuelos de transporte de carga contratados a la NASA se realizaron al mismo tiempo, por lo que no se refleja ningún cambio en el precio de los lanzamientos de v1.1 en comparación con los lanzamientos de v1.0. El contrato fue por una cantidad específica de carga transportada y devuelta desde la Estación Espacial en un número fijo de vuelos.
SpaceX declaró que, debido a los costos del proceso de garantía de la misión, los lanzamientos para el ejército de EE. UU. tendrían un precio de alrededor del 50% más FIPS 186-3s que los lanzamientos comerciales, por lo que un lanzamiento de Falcon 9 se vendería al gobierno de EE. UU. por unos $ 90 millones, en comparación con un costo promedio para el gobierno de los EE. UU. de casi $400 millones para los lanzamientos actuales que no son de SpaceX.

### Servicios de carga útil secundaria
Los servicios de carga útil del Falcon 9 incluyen una conexión de carga útil secundaria y terciaria a través de un anillo ESPA, el mismo adaptador entre etapas utilizado por primera vez para lanzar cargas útiles secundarias en misiones del Departamento de Defensa de los Estados Unidos que utilizan Atlas V y Delta IV de Evolved Expendable Launch Vehicle (EELV). Esto permite misiones secundarias e incluso terciarias con un impacto mínimo en la misión original. A partir de 2011, SpaceX anunció el precio de las cargas útiles compatibles con ESPA en el Falcon 9.